# خوک‌ماهیان
خوک‌ماهیان (نام علمی: Congiopodidae) نام یک تیره از راسته عقرب‌ماهی‌سانان است.